# Чернівецький академічний обласний театр ляльок
Черніве́цький академі́чний обласни́й теа́тр ляльо́к — обласний театр ляльок у місті Чернівцях.

## Загальна та історична інформація
Театр розташований у самому середмісті Чернівців за адресою: вул. Головна, 22, м. Чернівці-58002, Україна. 
Чернівецький академічний обласний театр ляльок створений 15 серпня 1980 року. Першим директором установи був М. Забродин, першим режисером — О. Янкелевич.
У 1997-2016 рр. директором театру був заслужений працівник культури України Орест Василашко.
У 1997-2012 рр.художнє керівництво театром здійснював заслужений діяч мистецтв України Руслан Неупокоєв.

## Історія будівлі
В 1782 році, за часів входження Буковини до складу Австро-Угорської імперії, в Чернівцях було збудовано «Будинок полковника», що імпозантно розташувався по вулиці, яка сьогодні, як і в австрійський період, називається Головною.
Відомий історик та етнограф Буковини Раймонд Фрідріх Кайндль в своїй книзі «Сучасні Чернівці», що є першою працею з історії міста, пише: ««Будинок полковника» використовувався для військових цілей, а після пожежі в 1866 р., відтак 1904 р. був відреставрований, отримавши свій теперішній вигляд. Він використовувався частково як військове казино.» В румунський період будинок називався «Офіцерським клубом».
За часів радянської влади дане приміщення було «Будинком політичної просвіти Чернівецького обкому КП України».
А з 1983 року будинок відчинив свої двері дітям. Тут розмістився обласний театр ляльок.

## Репертуар і діяльність
За час свого існування театр здійснив більше 100 вистав. Театр зосереджує основну увагу на створенні високопрофесійних вистав та формуванню у дітей естетичних смаків, духовного розвитку, збагаченню національної культури, прагне ростити покоління творців, виховувати в дітях найкращі людські якості, любов до прекрасного, любов до театрального мистецтва. 
Неодноразово театр нагороджувався почесними грамотами, дипломами облдержадміністрації, міської ради, управління культури, оргкомітетів Міжнародних та Всеукраїнських фестивалів театрів ляльок. 
У квітні 2012 року міністерством культури України театру надане почесне звання академічного.
Чернівецький театр ляльок є учасником фестивалів: «Речитал» (м. Ботошани, Румунія — 1992, 1994, 1998 рр.); «Інтерлялька» (м. Ужгород, 1998 р.); «Золотий телесик» (м. Львів, 1999, 2009 рр.), «Подільська лялька» (м. Вінниця) та інших. 2009 року на львівському фестивалі «Золотой телесик» театр здобув премію «Галицька Мельпомена» за виставу за п'єсою Р. Неупокоєва та С. Новицької «Повелитель снів».
11 квітня 2012 р. театр ляльок отримав статус академічного.

## Виноски
1. ↑  Чернівецький обласний театр ляльок [Архівовано 9 квітня 2009 у Wayback Machine.] на Офіційний сайт міста Чернівці [Архівовано 21 червня 2009 у Wayback Machine.]
2. ↑  2012 року на запорізькому фестивалі "Лялькова веселка" за виставу "Лікар Айболить" театр отримав найбільшу кількість призів, в тому числі: за найкращий режисуру (Р.Неупокоєв), за найкращу сценографію (В.Задорожня) за найкращу чоловічу роль (Т.Козловський) та найкращу роль другого плану (І.Бутняк)

Театр ляльок нагородили «Галицькою Мельпоменою» [Архівовано 9 червня 2009 у Wayback Machine.] // інф. у регіональній газ. «Молодий буковинець»
3. ↑  Театр ляльок у Чернівцях отримав статус академічного [Архівовано 19 травня 2012 у Wayback Machine.] // інф. у регіональній газ. «Молодий буковинець»